# Campionati italiani di winter triathlon del 2013
I Campionati italiani di winter triathlon del 2013 (XV edizione) sono stati organizzati dalla Federazione Italiana Triathlon e si sono tenuti a Carcoforo in Piemonte, in data 20 gennaio 2013.
Tra gli uomini ha vinto Giuseppe Lamastra (Trisports.it Team), mentre la gara femminile è andata a Chiara Novelli (Steel Triathlon Bergamo).

## Risultati

### Élite uomini
| Pos. | Atleta            | Società sportiva             | Corsa   | Bici    | Sci di fondo | Totale  |
| ---- | ----------------- | ---------------------------- | ------- | ------- | ------------ | ------- |
|      | Giuseppe Lamastra | Trisports.it Team            | 0:20:35 | 0:43:52 | 0:27:11      | 1:31:38 |
|      | Alberto Comazzi   | Friesian Team                | 0:19:58 | 0:44:24 | 0:27:46      | 1:32:08 |
|      | Mattia De Paoli   | Liger Team Keyline           | 0:20:10 | 0:45:51 | 0:27:54      | 1:33:55 |
| 4    | Gabriele Carretta | CUS Trento CTT               | 0:20:43 | 0:47:29 | 0:26:07      | 1:34:19 |
| 5    | Walter Polla      | Triathlon Alto Adige         | 0:20:47 | 0:47:01 | 0:26:54      | 1:34:42 |
| 6    | Guido Ricca       | Triathlon Cremona Stradivari | 0:21:14 | 0:46:09 | 0:28:52      | 1:36:15 |
| 7    | Francesco Tanara  | Fumane Triathlon             | 0:21:10 | 0:49:22 | 0:28:03      | 1:38:35 |
| 8    | Luca Alladio      | Trisports.it Team            | 0:22:02 | 0:46:41 | 0:30:17      | 1:39:00 |
| 9    | Francesco Dutto   | CUS Torino Triathlon         | 0:21:19 | 0:48:06 | 0:29:45      | 1:39:10 |
| 10   | Stefano Bonadei   | Freezone                     | 0:23:42 | 0:49:56 | 0:31:05      | 1:44:43 |
| 11   | Davide Gabardo    | CUS Trento CTT               | 0:20:34 | 0:55:21 | 0:28:49      | 1:44:44 |
| 12   | Alberto Mosconi   | Fumane Triathlon             | 0:21:46 | 0:51:56 | 0:31:14      | 1:44:56 |
| 13   | Giordano Suardi   | Olimpic Triathlon            | 0:21:50 | 0:50:11 | 0:33:27      | 1:45:28 |
| 14   | Marco Panzavolta  | Padova Nuoto Dynamica        | 0:22:09 | 0:53:48 | 0:31:16      | 1:47:13 |
| 15   | Huber Rossi       | Triathlon Cremona Stradivari | 0:20:16 | 0:48:54 | 0:38:17      | 1:47:27 |
| 16   | Pietro Riva       | Triathlon Lecco              | 0:22:36 | 0:53:40 | 0:31:36      | 1:47:52 |
| 17   | Paolo Ricca       | Triathlon Cremona Stradivari | 0:23:10 | 0:52:01 | 0:33:30      | 1:48:41 |
| 18   | Davide Cheraz     | Trisports.it Team            | 0:20:35 | 0:53:15 | 0:34:56      | 1:48:46 |
| 19   | Julian Brunner    | Padova Nuoto Dynamica        | 0:21:54 | 0:56:28 | 0:31:15      | 1:49:37 |
| 20   | Marco Bethaz      | Trisports.it Team            | 0:22:35 | 0:57:16 | 0:30:48      | 1:50:39 |

### Élite donne
| Pos. | Atleta             | Società sportiva             | Corsa   | Bici    | Sci di fondo | Totale  |
| ---- | ------------------ | ---------------------------- | ------- | ------- | ------------ | ------- |
|      | Chiara Novelli     | Steel Triathlon Bergamo      | 0:25:59 | 1:09:39 | 0:33:01      | 2:08:39 |
|      | Enrica Perico      | Trisports.it Team            | 0:25:32 | 1:05:35 | 0:38:39      | 2:09:46 |
|      | Federica Ferrari   | Friesian Team                | 0:26:38 | 1:08:27 | 0:42:51      | 2:17:56 |
| 4    | Carmela Vergura    | Trisports.it Team            | 0:28:29 | 1:11:27 | 0:46:23      | 2:26:19 |
| 5    | Greta Vettorata    | Liger Team Keyline           | 0:26:54 | 1:12:26 | 0:51:03      | 2:30:23 |
| 6    | Beverley Gibson    | Alba Triathlon               | 0:28:47 | 1:17:00 | 0:49:05      | 2:34:52 |
| 7    | Gisella Locardi    | Triathlon Cremona Stradivari | 0:24:30 | 1:12:27 | 0:59:40      | 2:36:37 |
| 8    | Virna Stavla       | Padova Triathlon             | 0:30:21 | 1:20:50 | 0:48:52      | 2:40:03 |
| 9    | Valentina Mela     | Aquatica Torino              | 0:29:41 | 1:21:31 | 0:52:21      | 2:43:33 |
| 10   | Francesca Fracassi | Road Runners                 | 0:28:26 | 1:33:11 | 0:46:49      | 2:48:26 |
| 11   | Ilaria Titone      | Aquatica Torino              | 0:27:57 | 1:19:50 | 1:04:19      | 2:52:06 |
| 12   | Giovanna Basso     | Valle Gesso Sport            | 0:34:36 | 0::0::0 | 2:21:14      | 2:55:50 |